# FNN総選挙2012 ニッポンの決意 JAPAN'S DECISION
『FNN総選挙2012 ニッポンの決意 JAPAN'S DECISION』（エフエヌエヌそうせんきょにせんじゅうに ニッポンのけつい ジャパンズ・デシション）は、フジテレビ（FNN系列）で放送された、2012年（平成24年）12月16日に投開票された第46回衆議院議員総選挙の選挙特別番組である。

## 概要
前回の第22回参議院議員通常選挙での選挙特番は『FNNスーパーニュース』の出演者をベースに制作していたが、今回は『Mr.サンデー』の司会を担当する宮根誠司をスペシャルナビゲーターとして選挙特番に初めて起用した。
FNNとしてSNSを初めて用いて、FNNのFacebookページにてFacebookアプリ「FNN survey on Facebook」を配布して視聴者の意見を募る企画をスタートさせた。

## 放送時間
- 第1 - 3部 ： 19:58 - 24:00
- 第4部 ： 翌0:10 - 2:00

## 出演者

### 第1 - 3部
総合司会
- 安藤優子
- 三宅正治（フジテレビアナウンサー）

スペシャルナビゲーター
- 宮根誠司

開票速報キャスター
- 伊藤利尋（フジテレビアナウンサー）
- 椿原慶子（フジテレビアナウンサー）

情報キャスター
- 秋元優里（フジテレビアナウンサー）

コメンテーター
- 伊藤惇夫（政治アナリスト）
- 片山善博（元総務大臣・前鳥取県知事）
- 藤沢久美（経済評論家）

### 第4部
総合司会
- 石原良純
- 須田哲夫（フジテレビアナウンサー兼報道局解説委員）
- 吉田恵

解説
- 平井文夫（フジテレビ報道局解説副委員長）

## 系列局の対応
地元選挙区の情報を挿入するため、ローカル差し替えも随時実施された。
- 関西テレビでは第1部から第3部の大半を差し替え、『FNNスーパーニュースアンカー』をベースにした『アンカースペシャル』を放送した。
- 岡山放送では『OHKスーパーニュース』のキャスターが進行を務め、岡山・香川担当記者とともに情勢を伝えた。
- 福島テレビでは『ふくしまの決意』と題し、『FTVスーパーニュース』のキャスターが福島県内の開票速報情報を伝えた[4]。

※これとは別にBSフジでは通常番組の放送を行いながらL字型画面の下スペース部分を活用し、『FNN衆院選速報』として地上波の本番組と同じフォーマットで当選確実者と獲得議席数のテロップを表示した。

## テーマ曲
- 作曲：片山義美・佐瀬貴志（NeVeSSa） 「DECISION」（JASRAC作品コード:190-8590-7）